# Ngộ độc strychnine
Ngộ độc strychnine có thể gây tử vong cho người và các động vật khác và có thể xảy ra do hít phải, nuốt hoặc hấp thụ qua mắt hoặc miệng. Nó tạo ra một số triệu chứng kịch tính và đau đớn nhất của bất kỳ phản ứng ngộ độc nào được biết đến, khiến nó khá đáng chú ý và là lựa chọn phổ biến cho các vụ ám sát và tấn công bằng chất độc. Vì lý do này, ngộ độc strychnine thường được miêu tả trong văn học và phim ảnh, chẳng hạn như những truyện vụ án giết người của Agatha Christie.

## Nhiễm độc ở người
Mười đến hai mươi phút sau khi tiếp xúc, cơ bắp của cơ thể bắt đầu co thắt, bắt đầu ở đầu và cổ, hiện tượng xảy ra là cứng hàm và co cứng kiểu Risus sardonicus. Các cơn co thắt sau đó lan đến mọi cơ bắp trong cơ thể, với những cơn co giật gần như liên tục và trở nên tồi tệ hơn ở những kích thích nhỏ nhất. Các cơn co giật tiến triển, tăng cường độ và tần số cho đến khi xương sống cong liên tục. Co giật dẫn đến nhiễm toan lactic, tăng thân nhiệt và tiêu cơ vân. Những điều này được theo sau bởi trầm cảm hậu. Cái chết đến do ngạt thở vì tê liệt các đường dẫn truyền thần kinh kiểm soát hơi thở, hoặc do kiệt sức vì co giật. Đối tượng thường chết trong vòng 2 đến 3 giờ sau khi tiếp xúc với chất độc.